# Ulak Tanding (Batik Nau)
Ulak Tanding is een bestuurslaag in het regentschap Bengkulu Utara van de provincie Bengkulu, Indonesië. Ulak Tanding telt 430 inwoners (volkstelling 2010).